# Kanton Vézénobres
Kanton Vézénobres (francouzsky Canton de Vézénobres) je francouzský kanton v departementu Gard v regionu Languedoc-Roussillon. Tvoří ho 17 obcí.

## Obce kantonu
- Brignon
- Brouzet-lès-Alès
- Castelnau-Valence
- Cruviers-Lascours
- Deaux
- Euzet
- Martignargues
- Monteils
- Ners
- Saint-Césaire-de-Gauzignan
- Saint-Étienne-de-l'Olm
- Saint-Hippolyte-de-Caton
- Saint-Jean-de-Ceyrargues
- Saint-Just-et-Vacquières
- Saint-Maurice-de-Cazevieille
- Seynes
- Vézénobres